# La corsa spaziale di Yoghi
La corsa spaziale di Yoghi (Yogi's Space Race) è una serie televisiva a cartoni animati prodotta da Hanna-Barbera e basato al personaggio de l'Orso Yoghi.
In questo cartone Yogi gareggia contro i suoi amici nello spazio.

## Personaggi principali
- Yoghi (Gino Pagnani)
- Braccobaldo (Angelo Nicotra 2ª Ed.)
- Jabber Waw (Mario Brusa 1ª Ed.)
- Cap. Cool (Franco Latini 1ª Ed. / Sandro Dori 2ª Ed.)
- Woody (Enrico Luzi 1ª Ed.)
- Cindy Mae (Laura Boccanera 1ª Ed. / Stefanella Marrama 2ª Ed.)
- Mr. Fuddy (Armando Bandini 1ª Ed.)
- Sinister Sludge (Franco Latini 1ª Ed.)
- Quack Up

## Episodi
| nº | Titolo originale                        | Titolo italiano        | Prima TV USA | Prima TV Italia |
| -- | --------------------------------------- | ---------------------- | ------------ | --------------- |
| 1  | The Saturn 500                          |                        |              |                 |
| 2  | The Neptune 9000                        |                        |              |                 |
| 3  | The Pongo Tongo Classic                 |                        |              |                 |
| 4  | Nebuloc–The Prehistoric Planet          |                        |              |                 |
| 5  | The Spartikan Spectacular               |                        |              |                 |
| 6  | The Mizar Marathon                      |                        |              |                 |
| 7  | The Lost Planet of Atlantis             |                        |              |                 |
| 8  | Race Through Oz                         |                        |              |                 |
| 9  | Race Through Wet Galoshes               |                        |              |                 |
| 10 | The Borealis Triangle                   |                        |              |                 |
| 11 | Race to the Center of the Universe      |                        |              |                 |
| 12 | Race Through the Planet of the Monsters | La mummia spacchettata |              |                 |
| 13 | Franzia                                 |                        |              |                 |